# ТЕС Бобо
11°8′59.5″ пн. ш. 4°18′59.3″ зх. д. / 11.149861° пн. ш. 4.316472° зх. д.
ТЕС Бобо – теплова електростанція на південному заході Буркіна-Фасо, розташована в місті Бобо-Діуласо. Станом на середину 2010-х найпотужніша електростанція країни. 
До 2010-х років на площадці станції діяли дизель-генератори потужністю 20 МВт. В 2013-му ізраїльська компанія Telemenia отримала замовлення на спорудження другої та третьої черг, кожна з яких складається з двох генераторів  MAN 12V28/60 потужністю по 12,5 МВт. Завершення проекту призначили на 2015 рік. 
Як паливо станція використовує нафтопродукти.